# Willemia meybholae
Willemia meybholae är en urinsektsart som beskrevs av Palacios-Vargas 1987. Willemia meybholae ingår i släktet Willemia och familjen Hypogastruridae. Inga underarter finns listade i Catalogue of Life.